# Yueqing
Yueqing (乐清 ; pinyin : Yuèqīng) est une ville de la province du Zhejiang en Chine. C'est une ville-district placée sous la juridiction administrative de la ville-préfecture de Wenzhou.
L'industrie du matériel électrique y est fortement représentée.

## Démographie
La population du district était de 1 138 793 habitants en 1999.

## transport
Le district sera traversé par la ligne S2 du métro de Wenzhou.

## Controverse
Qian Yunhui (钱云会, Qián yún huì), le chef du village Zhaiqiao dans le comté de Puqi, a été retrouvé écrasé par un camion dans des conditions suspectes alors qu'il défendait depuis des années les paysans de son village face aux autorités supérieures qui cherchaient à accaparer leurs terres.